# Gambadhé
Gambadhe est une ville de la région de Sool, en Somalie. Un port sec a été construit dans la ville. La ville est située à environ 30 km au sud-est de la ville de Las Anod. La région de Sool étant en proie à des luttes territoriales entre l'Etat de Somalie et différents groupes armés, l'entité contrôlant la ville changent souvent. L'essentiel des belligérants de cette région sont les brigades du SSC-Khatumo, le Somaliland et le Pount.

## Histoire
À quelques kilomètres au sud-ouest de Gambadhe se trouve la localité actuellement abandonnée de Dari Ali, qui est un site du patrimoine des derviches somaliens. Ce site abritait auparavant un fort appelé Daryare qui servait de voie d'évacuation et de protection contre les trois adversaires coloniaux des derviches somaliens, notamment la Grande-Bretagne et l'Italie. Bien qu'actuellement en ruine, il était auparavant situé entre l'anneau des forts derviches de Taleh et de Las Anod.
La visite du président du Pount à Taleh fin août 2013 a entraîné une résurgence des l'insurrection locale. Des combats ont également éclaté à Gambadhe les 13 et 15 septembre entre les milices pro SSC-Khatumo et l'armée du Somaliland.
En juin 2015, le commandant de l'armée du Somaliland a inspecté les bases militaires du Somaliland à Xudun, Gambadhe et Kalabaydh, dans la région de Sool.

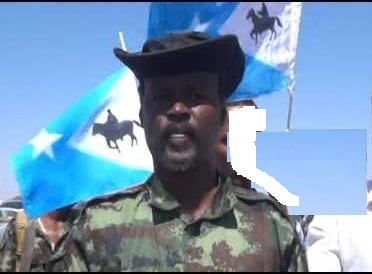
Faysal Falaalug

En mars 2019, des combats ont éclaté entre l'armée du Somaliland et les forces locales du SSC-Khatumo à Gambadhe dirigées par le colonel Faysal Falaalug. Les milices de Faysal Falaalug, ont également attaqué les troupes du Somaliland en avril, mais ont été repoussées.
En janvier 2020, le gouvernement du Somaliland et la région de Sool ont établis conjointement un port sec à Gambadhe pour acheminer les marchandises du port Berbera vers la Somalie. Le directeur des ports du Somaliland et le gouverneur de Sool ont participé à la cérémonie d'inauguration.